# 1917 w literaturze
Wydarzenia literackie w 1917 roku.

## Wydarzenia
- polskie
  - ukazuje się pierwszy numer czasopisma „Zdrój”

- zagraniczne
  - rozdano pierwsze nagrody Pulitzera
  - założono w Piotrogrodzie dziennik Izwiestija

## Nowe książki
- polskie
  - Włodzimierz Perzyński
    - Opowieści niezwykłe
    - Świat po wojnie
    - Wielka Warszawa

  - Karol Hubert Rostworowski – Kajus cezar Kaligula

- zagraniczne
  - Joseph Conrad – Smuga cienia (The Shadow Line)
  - Lucy Maud Montgomery – Wymarzony dom Ani (Anne's House of Dream)

## Nowe poezje
- zagraniczne
  - T.S. Eliot – Prufrock i inne spostrzeżenia(inne języki) (Prufrock and Other Observations)
  - Ezra Pound - Lustra

## Nowe prace naukowe
- zagraniczne
  - Zygmunt Freud – Wstęp do psychoanalizy (Vorlesungen zur Einführung in die Psychoanalyse)

## Urodzili się
- 1 stycznia – Jan Olechowski, polski poeta, publicysta, prozaik (zm. 1956)
- 17 stycznia – Matéo Maximoff, francuski pisarz i pastor (zm. 1999)
- 11 lutego – Sidney Sheldon, amerykański pisarz (zm. 2007)
- 12 lutego – Joan Vincent Murray, kanadyjsko-amerykańska poetka (zm. 1942)
- 19 lutego – Carson McCullers, amerykańska pisarka (zm. 1967)
- 22 lutego – Jane Bowles, amerykańska dramatopisarka i powieściopisarka (zm. 1973)
- 25 lutego – Anthony Burgess, angielski pisarz (zm. 1993)
- 1 marca:
  - Robert Lowell, amerykański poeta, dramaturg i tłumacz (zm. 1977)
  - Fadwa Tukan, palestyńska i jordańska poetka (zm. 2003)
- 17 marca – Carlo Cassola, włoski powieściopisarz i eseista (zm. 1987)
- 22 marca – Zuzanna Ginczanka, polska poetka pochodzenia żydowskiego (zm. 1944)
- 4 kwietnia – Helena Chłopek, polska poetka i nowelistka (zm. 2007)
- 5 kwietnia – Robert Bloch, amerykański pisarz (zm. 1994)
- 6 kwietnia – Leonora Carrington, meksykańska pisarka i malarka surrealistyczna (zm. 2011)
- 9 kwietnia – Johannes Bobrowski, niemiecki pisarz (zm. 1965)
- 10 kwietnia – Baszir Churajjif, tunezyjski pisarz (zm. 1983)
- 19 kwietnia – Sven Hassel, duński pisarz, autor książek wojennych (zm. 2012)
- 21 kwietnia – Mira Jaworczakowa, polska pisarka (zm. 2009)
- 8 maja – Stanisław Zieliński, polski pisarz (zm. 1995)
- 16 maja – Juan Rulfo, meksykański powieściopisarz i nowelista (zm. 1986)
- 7 czerwca – Gwendolyn Brooks, amerykańska poetka (zm. 2000)
- 13 czerwca – Augusto Roa Bastos, paragwajski powieściopisarz, dramaturg, poeta i dziennikarz (zm. 2005)[1]
- 5 lipca – Maria Sten, polska reportażystka, tłumaczka z języka hiszpańskiego (zm. 2007)
- 10 lipca – Leo Lipski, polski pisarz emigracyjny pochodzenia żydowskiego (zm. 1997)
- 22 lipca – Jurij Chěžka, górnołużycki poeta (zm. 1944)
- 4 sierpnia – Janka Bryl, białoruski pisarz i tłumacz (zm. 2006)
- 13 sierpnia – Anna Molka Ahmed, pakistańska malarka i pisarka (zm. 1994)
- 22 sierpnia – Anna Posner, francuska tłumaczka literatury polskiej (zm. 2001)
- 7 września – Jenny Aloni, niemiecko-izraelska pisarka (zm. 1993)
- 12 września – Han Suyin, chińska pisarka (zm. 2012)
- 17 września
  - Ib Melchior(inne języki), amerykański powieściopisarz (zm. 2015)
  - Konstanty Stecki, polski prozaik (zm. 1996)
- 27 września – Louis Auchincloss, amerykański powieściopisarz i eseista (zm. 2010)
- 5 października – Magda Szabó, węgierska pisarka (zm. 2007)
- 19 października – Kalċidon Agius, maltański dramaturg (zm. 2006)
- 15 listopada – John Whiting, angielski dramaturg, tłumacz i krytyk literacki (zm. 1963)
- 30 listopada – Joanna Guze, polska tłumaczka (zm. 2009)
- 14 grudnia – Tove Ditlevsen, duńska poetka i prozaiczka (zm. 1976)
- 16 grudnia – Arthur C. Clarke, brytyjski pisarz fantastycznonaukowy (zm. 2008)
- 21 grudnia
  - Diana Athill(inne języki), brytyjska pisarka (zm. 2019)
  - Heinrich Böll, niemiecki pisarz (zm. 1985)

## Zmarli
- 16 lutego – Octave Mirbeau, francuski pisarz, dramaturg, krytyk sztuki, dziennikarz (ur. 1848)
- 9 kwietnia – Edward Thomas, angielski poeta i prozaik (ur. 1878)
- 25 maja – Maksim Bahdanowicz, białoruski poeta, prozaik, krytyk literacki, historyk (ur. 1891)
- 30 maja – Julius Janonis, litewski poeta (ur. 1896)
- 18 czerwca – Titu Maiorescu, rumuński krytyk literacki i polityk (ur. 1840)
- 31 lipca – Hedd Wyn, walijski poeta (ur. 1887)
- 28 września – Thomas Ernest Hulme, angielski filozof, poeta i tłumacz (ur. 1883)
- 3 listopada – Léon Bloy, francuski pisarz katolicki (ur. 1846)
- 8 grudnia – Mendele Mojcher Sforim, żydowski pisarz (ur. 1836)

## Nagrody
- Nagroda Nobla – Karl Gjellerup, Henrik Pontoppidan